# سیارک ۱۴۲۴۰۸
سیارک ۱۴۲۴۰۸ (به انگلیسی: 142408 Trebur، نامگذاری:2002SU27) صد و چهل و دو هزار و چهارصد و هشتمین سیارک کشف شده‌است که در ۳۰ سپتامبر ۲۰۰۲ کشف شد.